# Helmut Bertram (General)
Helmut Bertram (* 3. Februar 1907 in Berlin; † 30. September 1999; auch Helmuth Bertram) war ein deutscher Offizier in der Reichsmarine, in der Luftwaffe der Wehrmacht und später der Luftwaffe der Bundeswehr. Er ging als Brigadegeneral in den Ruhestand.

## Leben
Bertram trat am 1. April 1926 in die Reichsmarine und nahm an einer Flugzeugführerausbildung in der Deutschen Verkehrsfliegerschule in Warnemünde teil. Am 1. September 1926 wechselte er zur Schiffsstammdivision Ostsee nach Stralsund, bevor er am 1. November als Kadett auf den Leichten Kreuzer Emden ging. Nachdem er am 1. April 1928 zum Fähnrich zur See befördert wurde, wechselte er auf die Marineschule Flensburg und nahm ab 1. April 1929 Lehrgänge an der Waffenschule der Marine wahr. Anschließend war er vom 1. Februar 1930 bis 26. September 1930 auf den beiden Schlachtschiffen Hessen und Hannover eingesetzt. Ab dem 27. September nahm er die Aufgabe eines Wachoffiziers in der 3. Torpedohalbflottille wahr und wurde dort am 1. Oktober zum Leutnant befördert. Nachdem er ab dem 1. Oktober 1931 an der Küstenartillerieschule in Wilhelmshaven eine Ausbildung zum Flak-Offizier erhielt, übernahm er am 11. Dezember einen Zug in der IV. Marine-Artillerie-Abteilung in Cuxhaven. Ab dem 1. Oktober 1932 diente er als Flugzeugführer und Beobachter im Funk-Versuchs-Kommando in Warnemünde. Dort erreichte ihn am 1. April 1933 die Beförderung zum Oberleutnant.
Nachdem er am 1. Oktober 1934 als Beobachter zur Mehrzweckstaffel nach List auf Sylt ging, wurde er am 1. Juli 1935 zum Hauptmann befördert. Ab dem 1. April 1937 übernahm er das Amt eines Staffelkapitäns der 5. Staffel in der Bord-Flieger-Gruppe 196 in Kiel-Holtenau. Anschließend wechselte zur Luftwaffe und ging in den Generalstab der Luftwaffe als Gruppenleiter in der 1. Abteilung. In Vorbereitung auf das Unternehmen Weserübung, die Besetzung von Norwegen und Dänemark, übernahm er im X. Fliegerkorps die Aufgabe eines Dritten Generalstabsoffiziers (Ic). Anschließend wechselte er am 1. Juni als Erster Generalstabsoffizier (Ia) in den Stab des Kampfgeschwaders 26, wo er am 1. Juli 1940 zum Major befördert wurde. Nachdem er am 1. Januar 1941 die II. Gruppe dieses Geschwaders als Gruppenkommandeur übernahm, geriet er am 18. Januar in britische Kriegsgefangenschaft. Zu dieser Zeit war er mit seiner Heinkel He 111 H-5 (Geschwaderkennung 1H+GM) auf dem Rückflug von einem Luftangriff auf die Schifffahrt im Suezkanal und musste im britisch kontrollierten Ägypten nahe Sollum notlanden.
Bertram wurde am 15. Januar 1947 aus der Kriegsgefangenschaft entlassen und wurde Direktor einer Transportfirma in Flensburg. Ab 1949 leitete er den öffentlichen Nahverkehr in Flensburg, bis er am 16. Februar 1956 in die Luftwaffe der Bundeswehr eintrat. Dort erhielt er am 22. Februar 1957 die Beförderung zum Oberst und nahm von Juli bis Dezember an einem Generalstabsoffizierskurs an der Air University in Maxwell/Alabama teil. Anschließend diente er bis 1959 im Supreme Headquarters Allied Powers Europe in Paris. 1961 wurde er zum Brigadegeneral befördert. Bis 1964 war Bertram Unterabteilungsleiter Fü B III; anschließend wechselte er ins Hauptquartier der Fourth Allied Tactical Air Force nach Ramstein. Dort ging er am 30. September 1966 in den Ruhestand.